# 김귀선
김귀선은 대한민국의 배우이다.

## 출연 작품

### 텔레비전 드라마
- tvN 《비밀의 숲 2》: 남재익 역
- OCN 《키마이라》: 이민기 역
- JTBC 《인사이더》: 서진철 회장 역

### 영화
- 2020년 《오! 문희》: 덕산부품상 최상무 역
- 2021년 《장르만 로맨스》: 김동주 선생 역
- 2022년 《젠틀맨》: 중앙지검장 역